# Fatback Band
Fatback Band är en musikgrupp som bildades i New York, USA 1970. De spelade till en början funkmusik som under senare delen av 1970-talet blev mer inspirerad av disco. Trumslagaren Bill Curtis lade grunden till gruppen och förutom honom bestod den från början av Johnny King (gitarr), Johnny Flippin (bas), Gerry Thomas (keyboard), George Williams (trumpet), Earl Shelton (saxofon) och George Adams (flöjt). Gruppen fick skivkontrakt på Perception Records och släppte sin första singel 1973, "Street Dance" som nådde #26 på Billboards R&B-lista för singlar. De nådde sedan den listan med flera av sina efterföljande singlar, men hade svårt att ta sig in på Billboard Hot 100-listan. 1975 släpptes singlarna "Yum Yum (Gimme Some)" och "(Are You Ready) Do the Bus Stop" som blev hits både i USA och Storbritannien. Sin kanske största framgång fick de med den discoinfluerade singeln "(Do the) Spanish Hustle" 1976 som nådde #10 på brittiska singellistan. Året därpå 1977 efter singeln "Double Dutch" kortade gruppen namnet till Fatback. De var fortsatt framgångsrika på Billboards R&B-lista med låtar som "I Like Girls" (1977), "Backstrokin' " och "Gotta Get Some Hands On Some (Money)" (båda 1980). "King Tim III (Personality Jock)" som släpptes 1979 har ansetts vara en av de första raplåtarna. Den släpptes flera veckor innan Sugarhill Gangs "Rapper's Delight" som annars brukar få den äran. De fick sin största framgång i Storbritannien 1987 då "I Found Lovin' " som släppts redan 1984 återutgavs på singel där. Även om gruppens kommerisella framgång avtog under 1980-talets slut är de fortsatt aktiva och ger konserter (2011).

## Diskografi

### Albums
- Let's Do It Again (1972)
- People Music (1973)
- Feel My Soul (1974)
- Keep On Steppin' (1974)
- Yum Yum (1975)
- Raising Hell (1975)
- Night Fever (1976)
- NYCNYUSA (1977)
- Man With The Band (1977)
- Fired Up 'N' Kickin' (1978)
- Brite Lites/Big City (1979)
- Fatback XII (1979)
- Hot Box (1980)
- 14 Karat (1980)
- Tasty Jam (1981)
- Gigolo (1981)